# Comones
Comones is een geslacht van vliesvleugeligen uit de familie Encyrtidae. De wetenschappelijke naam van dit geslacht is voor het eerst geldig gepubliceerd in 1994 door Noyes & Woolley.

## Soorten
Het geslacht Comones omvat de volgende soorten:
- Comones ferrierei (Burks, 1964)
- Comones gastron (Walker, 1847)